# 太田蒼生
太田 蒼生（おおた あおい、2002年8月26日 - ）は、福岡県糟屋郡篠栗町出身の陸上競技選手。専門は中距離走・長距離走。大牟田高等学校、青山学院大学コミュニティ人間科学部・コミュニティ人間科学科卒業。現在はGMOインターネットグループに所属している。

## 経歴

### 高校時代まで
- 篠栗町立篠栗北中学校から陸上競技部に入部。中学3年生時の2017年7月8日の第63回全日本中学校通信陸上競技大会福岡県大会及び12月16日の平成29年度 第2回福岡県長距離記録会では、共に男子3000mで準優勝。
- 高校は全国高等学校駅伝競走大会の強豪校・大牟田高等学校（福岡県大牟田市）に進学し、引続き陸上部へ所属。3年間共に出場し、高校1年生時（2018年）は6区・区間10位（チーム総合31位）、高校2年生時（2019年）は4区・区間6位（チーム総合18位）、高校3年生時（2020年）は1区・10位（チーム総合8位入賞）[3]。

### 大学時代
- 原晋からのスカウトを機に、高校卒業後の2021年4月に青山学院大学へ入学し、青山学院大学陸上競技部・男子長距離ブロックへ所属。
- 当大学1年時、2021年4月の兵庫リレーカーニバル・男子5000mで2位、同年11月の宮古サーモン・ハーフマラソン（非公認）で優勝。
- 同年10月10日の第33回出雲駅伝及び同年11月7日の第53回全日本大学駅伝は共に出場の機会は無かった。

- 2022年1月開催の第98回箱根駅伝では、1年生ながら往路・3区を担当。2区・近藤幸太郎から2位で襷を受ける。太田は1分02秒差で首位を走っていた駒澤大学・安原太陽を、東京国際大学・丹所健と共に茅ヶ崎付近で捉え逆転。そして18km過ぎに丹所も突き放して首位に立ち、4区・飯田貴之へ襷を繋いだ[4]。これ以降、青山学院大学は完全な独走状態となり、10時間43分42秒の大会新記録で2年ぶり6回目の総合優勝を果たした[5][6]。
- 当大学2年時、同年10月10日の第34回出雲駅伝及び同年11月6日の第54回全日本大学駅伝は前年同様出場せず。
- 同年11月、宮古サーモン・ハーフマラソンで優勝し2連覇を達成。

- 2023年1月開催の第99回箱根駅伝では往路・4区を担当。3区・横田俊吾から3位で襷を受けると14.3kmで先頭集団の駒澤大学・鈴木芽吹、中央大学・吉居駿恭に追いつき三つ巴となる。酒匂橋で吉居が遅れ鈴木との一騎打ちになると、小田原中継所目前まで抜きつ抜かれつのデットヒートが続く。最後はわずかながら鈴木に先着されたものの、1秒差の2位で襷を繋いだ[7][8]。しかし青山学院大学は5区と6区で駒澤大学に7分以上引き離され、総合3位（往路3位・復路9位）に終わり連覇を逃す[9][10][11]。また、第90回箱根駅伝以来往路・復路・総合でいずれも首位を逃し、9年ぶりの無冠となった。
- 当大学3年時、同年10月9日の第35回出雲駅伝は出場せず。
- 同年11月5日の第55回全日本大学駅伝では7区を担当し、初出場を果たす。2分21秒差の2位で襷を受けたが、先頭の駒澤大学・鈴木芽吹に突き放され、後続にも差を詰められる[12]。その後8区で中央大学と國學院大學に追いつかれたものの、最後は振り切り2位を死守。しかし、駒澤大学には3分34秒の大差をつけられた[13][14]。

- 2024年1月開催の第100回箱根駅伝では往路・3区を担当。2区・黒田朝日から2位で襷を受けると駒澤大学・佐藤圭汰を追い抜きトップへ浮上し、日本人初となる59分台の快走で区間賞を獲得。青山学院大学の2年ぶり7回目となる総合優勝（完全優勝、往路新記録、総合新記録）に大きく貢献した。
- 当大学4年時、同年10月14日の第36回出雲駅伝では最終6区を担当し、初出場を果たす。3位で襷を受け先頭を追ったが、順位を上げることは出来ずそのままフィニッシュした[15]。
- 同年11月3日の第56回全日本大学駅伝では2年連続で7区に出走し、2位と4秒差のトップで襷を受ける。一時は國學院大學・平林清澄に追いつかれるが、最後にラストスパートをかけ4秒差のままトップで襷を渡した。しかし、8区で國學院大學との優勝争いに敗れ2位に後退すると、残り1kmでは駒澤大学にも逆転を許す。最終的に45秒差の3位にとどまり、6年ぶりの優勝を逃した[16][17]。

- 2025年1月開催の第101回箱根駅伝では往路・4区を担当。3区・鶴川正也から3位で襷を受け、1時間00分24秒で2年連続の区間賞を獲得。OBの吉田祐也が持っていた日本人最高記録（1時間00分30秒）を6秒上回る快走で1位・中央大学との差を大きく詰めた。青山学院大学は5区で中央大学を逆転し往路優勝を果たすと、翌日の復路でも首位を守り復路新記録、総合新記録で2連覇を飾った（ただし復路優勝は駒澤大学に譲り、完全優勝とはならなかった）。
- 2025年3月開催の東京マラソン2025へ、自身初めてのフルマラソンを出走。25Km手前まで積極果敢に先頭集団へついて行き、日本記録を上回るハイペースで突っ走った。だが25Km以降は大幅にスローダウンし、結局は低体温症により36Km地点で途中棄権・記録なしに終わった[18]。

- 大学卒業後、GMOインターネットグループの選手として競技を継続する。

## 戦績

### 大学駅伝戦績
| 学年（年度）       | 出雲駅伝                    | 全日本大学駅伝              | 箱根駅伝                         |
| ------------------ | --------------------------- | --------------------------- | -------------------------------- |
| 1年生 （2021年度） | 第33回 ― - ― 出場なし       | 第53回 ― - ― 出場なし       | 第98回 3区-区間2位 1時間01分00秒 |
| 2年生 （2022年度） | 第34回 ― - ― 出場なし       | 第54回 ― - ― 出場なし       | 第99回 4区-区間2位 1時間00分35秒 |
| 3年生 （2023年度） | 第35回 ― - ― 出場なし       | 第55回 7区-区間5位 51分41秒 | 第100回 3区-区間賞 59分47秒      |
| 4年生 （2024年度） | 第36回 6区-区間3位 29分39秒 | 第56回 7区-区間2位 50分07秒 | 第101回 4区-区間賞 1時間00分24秒 |

## 自己記録
- 1500m - 3分59秒20（2020年11月3日、2020大牟田秋季記録会）
- 5000m - 13分53秒10（2023年9月24日、第10回絆記録挑戦会）
- 10000m - 28分20秒63（2023年11月22日、GMOインターネットグループpresents MARCH対抗戦2023 第4組）[19]
- ハーフマラソン - 1時間02分30秒（2024年4月21日、上海ハーフマラソン）
- マラソン - 2時間08分31秒（2025年7月6日、ゴールドコーストマラソン）